# Ayere jezik
Ayere jezik (ISO 639-3: aye), jedann od dva jezika podskupine ayere-ahan, šire skupine defoid, kojim govori oko 3 000 ljudi (Blench 1992) u nigerijskoj državi Kwara.
Prema ranijoj klasifikaciji (po Ethnologue 15th) ayere i àhàn nalaze se na popisu benuee-kongoanskih jezika u dvije istoimene ayere-ahan skupine.

## Vanjske poveznice
- Ethnologue (14th)
- Ethnologue (15th)